# NGC 231
NGC 231 este un roi deschis  situat în Micul Nor al lui Magellan, în constelația Tucanul. A fost descoperit probabil în 1 august 1826 de către James Dunlop. De asemenea, a fost observat/descoperit în 12 august 1834 de către John Herschel.